# Strange Kind of Woman
Singles de Deep Purple
Black Night
(1970) Fireball
(1971)
Strange Kind of Woman est une chanson du groupe de hard rock britannique Deep Purple sortie en 1971.
Elle sort en single en février 1971, pour faire suite au succès du single Black Night, et se classe 8e au Royaume-Uni. Son succès entraîne son inclusion sur les versions américaine et japonaise de l'album Fireball, sorti en septembre de la même année.
Strange Kind of Woman est rapidement intégrée au répertoire scénique du groupe, fréquemment sous des formes allongées qui comprennent un « duel » entre la guitare de Ritchie Blackmore et la voix de Ian Gillan, le premier jouant des notes que le second imite ensuite. Un tel duel apparaît sur l'album live Made in Japan, enregistré et sorti en 1972, sur lequel Strange Kind of Woman dure près de dix minutes.

## Musiciens
- Ritchie Blackmore : guitare
- Ian Gillan : chant
- Roger Glover : basse
- Jon Lord : orgue
- Ian Paice : batterie